# Lucien d'Azambuja
Pour les articles homonymes, voir Azambuja (homonymie).
Henri Lucien d'Azambuja (Paris 10e, 28 janvier 1884 - Salies-de-Béarn, 18 juillet 1970) est un astronome français.

## Biographie
Il a étudié l'atmosphère solaire. Il a travaillé à l'Observatoire de Paris à Meudon, où il a construit avec Henri-Alexandre Deslandres un grand spectrographe.
Il a été 2 fois, en 1915 et 1935, lauréat du prix Lalande decerné par l'Académie française des Sciences, et 1 fois du prix Valz, en 1927. Il est également récipiendaire de la médaille Janssen en 1943.
Il a été président de la Société astronomique de France de 1949 à 1951.